# Palle Lundberg
Palle Lundberg (Paul Lundberg), född 1960 i Växjö, är sedan den 1 oktober 2022 VD för Sveriges Kommuner och Regioner (SKR). , Sveriges Kommuner och Regioner.
Palle Lundberg examinerades 1983 som idrottslärare vid Gymnastik- och idrottshögskolan och arbetade därefter som idrottslärare. Han verkade under en period som biståndsarbetare i Nicaragua. Därefter blev han projektledare på Håll Sverige Rent. 1995 tillträdde han som barn- och utbildningschef och sedermera även socialchef i Orsa kommun. Tre år senare, 1998, blev han konsult- och servicechef i Västerås kommun. Till Botkyrka kommun kom han som kommundirektör 2003 där han stannade i åtta år.
2009 utsågs Palle Lundberg till Årets chef med motiveringen ”För att han på ett framgångsrikt sätt lyft den kommunala verksamheten och förändrat bilden av Botkyrka. Palle Lundberg sätter upp tydliga mål och får genom sitt engagerade och energiska ledarskap med sig medarbetarna på vägen”.
2011 tillträdde Palle Lundberg som stadsdirektör i Helsingborgs stad. 2011–2016 var han vice ordförande i Kommundirektörsföreningen i Sverige. Han har innehaft flera andra förtroendeuppdrag, bland annat som styrelseordförande i Mälarenergi Stadsnät AB 2000–2003. I januari 2016 utsågs han av regeringen till ledamot i Nämnden för klarspråksfrågor vid Institutet för språk och folkminnen.
Palle Lundberg är den ende kommundirektör som varit med om att två gånger vinna utmärkelsen Sveriges Kvalitetskommun utfärdat av SKR: 2003 i Botkyrka och 2017 i Helsingborg.  Andra priser Helsingborg erhållit under Palle Lundbergs ledning är till exempel Sveriges IT-kommun 2015, Årets Tillväxtkommun 2016 och Sveriges Miljökommun 2017. År 2020 utsåg EU-kommissionen Helsingborg till en av Europas mest innovativa städer och 2021 till en av Europas mest gröna städer.
Palle Lundberg har också varit aktiv elitidrottare. 1978 var han svensk mästare för seniorer löpning 4 × 400 meter med IFK Växjö. Samma år ingick han i ungdomslandslaget i längdhopp.
2010 skrev han boken Träna ledarskap tillsammans med leg psykolog Sara Henrysson Eidvall.